# Glenea saigonensis
Glenea saigonensis là một loài bọ cánh cứng trong họ Cerambycidae.